# Danh sách tiểu hành tinh: 15801–15900
| Tên                    | Tên đầu tiên | Ngày phát hiện       | Nơi phát hiện                      | Người phát hiện                                  |
| ---------------------- | ------------ | -------------------- | ---------------------------------- | ------------------------------------------------ |
| 15801 -                | 1994 AF      | 2 tháng 1 năm 1994   | Oizumi                             | T. Kobayashi                                     |
| 15802 -                | 1994 AT2     | 14 tháng 1 năm 1994  | Oizumi                             | T. Kobayashi                                     |
| 15803 -                | 1994 CW      | 7 tháng 2 năm 1994   | Farra d'Isonzo                     | Farra d'Isonzo                                   |
| 15804 Yenisei          | 1994 EY5     | 9 tháng 3 năm 1994   | Caussols                           | E. W. Elst                                       |
| 15805 -                | 1994 GB1     | 8 tháng 4 năm 1994   | Kitami                             | K. Endate, K. Watanabe                           |
| 15806 -                | 1994 GN1     | 15 tháng 4 năm 1994  | Kitami                             | K. Endate, K. Watanabe                           |
| 15807 -                | 1994 GV9     | 15 tháng 4 năm 1994  | Mauna Kea                          | D. C. Jewitt, J. Chen                            |
| 15808 Zelter           | 1994 GF10    | 3 tháng 4 năm 1994   | Đài quan sát Tautenburg            | F. Börngen                                       |
| 15809 -                | 1994 JS      | 11 tháng 5 năm 1994  | Cerro Tololo                       | D. C. Jewitt, J. X. Luu                          |
| 15810 -                | 1994 JR1     | 12 tháng 5 năm 1994  | La Palma                           | M. J. Irwin, A. N. Zytkow                        |
| 15811 Nüsslein-Volhard | 1994 ND1     | 10 tháng 7 năm 1994  | Đài quan sát Tautenburg            | F. Börngen                                       |
| 15812 -                | 1994 PZ      | 14 tháng 8 năm 1994  | Oizumi                             | T. Kobayashi                                     |
| 15813 -                | 1994 PL12    | 10 tháng 8 năm 1994  | La Silla                           | E. W. Elst                                       |
| 15814 -                | 1994 PX12    | 10 tháng 8 năm 1994  | La Silla                           | E. W. Elst                                       |
| 15815 -                | 1994 PY18    | 12 tháng 8 năm 1994  | La Silla                           | E. W. Elst                                       |
| 15816 -                | 1994 PV39    | 10 tháng 8 năm 1994  | La Silla                           | E. W. Elst                                       |
| 15817 Lucianotesi      | 1994 QC      | 28 tháng 8 năm 1994  | San Marcello                       | A. Boattini, M. Tombelli                         |
| 15818 DeVeny           | 1994 RO7     | 12 tháng 9 năm 1994  | Kitt Peak                          | Spacewatch                                       |
| 15819 Alisterling      | 1994 SN9     | 28 tháng 9 năm 1994  | Kitt Peak                          | Spacewatch                                       |
| 15820 -                | 1994 TB      | 2 tháng 10 năm 1994  | Mauna Kea                          | D. C. Jewitt, J. Chen                            |
| 15821 -                | 1994 TM2     | 2 tháng 10 năm 1994  | Kitami                             | K. Endate, K. Watanabe                           |
| 15822 -                | 1994 TV15    | 8 tháng 10 năm 1994  | Palomar                            | E. F. Helin                                      |
| 15823 -                | 1994 UO1     | 25 tháng 10 năm 1994 | Kushiro                            | S. Ueda, H. Kaneda                               |
| 15824 -                | 1994 WM1     | 27 tháng 11 năm 1994 | Oizumi                             | T. Kobayashi                                     |
| 15825 -                | 1994 WX1     | 30 tháng 11 năm 1994 | Farra d'Isonzo                     | Farra d'Isonzo                                   |
| 15826 -                | 1994 YO      | 28 tháng 12 năm 1994 | Oizumi                             | T. Kobayashi                                     |
| 15827 -                | 1995 AO1     | 10 tháng 1 năm 1995  | Oizumi                             | T. Kobayashi                                     |
| 15828 -                | 1995 BS      | 23 tháng 1 năm 1995  | Oizumi                             | T. Kobayashi                                     |
| 15829 -                | 1995 BA1     | 25 tháng 1 năm 1995  | Oizumi                             | T. Kobayashi                                     |
| 15830 -                | 1995 BW1     | 27 tháng 1 năm 1995  | Oizumi                             | T. Kobayashi                                     |
| 15831 -                | 1995 BG3     | 29 tháng 1 năm 1995  | Nachi-Katsuura                     | Y. Shimizu, T. Urata                             |
| 15832 -                | 1995 CB1     | 7 tháng 2 năm 1995   | Chiyoda                            | T. Kojima                                        |
| 15833 -                | 1995 CL1     | 3 tháng 2 năm 1995   | Nyukasa                            | M. Hirasawa, S. Suzuki                           |
| 15834 McBride          | 1995 CT1     | 4 tháng 2 năm 1995   | Siding Spring                      | D. J. Asher                                      |
| 15835 -                | 1995 DY      | 21 tháng 2 năm 1995  | Oizumi                             | T. Kobayashi                                     |
| 15836 -                | 1995 DA2     | 24 tháng 2 năm 1995  | Mauna Kea                          | J. X. Luu, D. C. Jewitt                          |
| 15837 Mariovalori      | 1995 DG13    | 25 tháng 2 năm 1995  | Cima Ekar                          | M. Tombelli                                      |
| 15838 Auclair          | 1995 FU12    | 27 tháng 3 năm 1995  | Kitt Peak                          | Spacewatch                                       |
| 15839 -                | 1995 JH1     | 5 tháng 5 năm 1995   | Caussols                           | E. W. Elst                                       |
| 15840 Hiroshiendou     | 1995 KH1     | 31 tháng 5 năm 1995  | Nanyo                              | T. Okuni                                         |
| 15841 Yamaguchi        | 1995 OX      | 27 tháng 7 năm 1995  | Kuma Kogen                         | A. Nakamura                                      |
| 15842 -                | 1995 SX2     | 20 tháng 9 năm 1995  | Kushiro                            | S. Ueda, H. Kaneda                               |
| 15843 -                | 1995 SO3     | 20 tháng 9 năm 1995  | Kitami                             | K. Endate, K. Watanabe                           |
| 15844 -                | 1995 UQ5     | 20 tháng 10 năm 1995 | Nachi-Katsuura                     | Y. Shimizu, T. Urata                             |
| 15845 Bambi            | 1995 UC17    | 17 tháng 10 năm 1995 | Kitt Peak                          | Spacewatch                                       |
| 15846 Billfyfe         | 1995 UK28    | 20 tháng 10 năm 1995 | Kitt Peak                          | Spacewatch                                       |
| 15847 -                | 1995 WA2     | 18 tháng 11 năm 1995 | Oizumi                             | T. Kobayashi                                     |
| 15848 -                | 1995 YJ4     | 28 tháng 12 năm 1995 | Siding Spring                      | R. H. McNaught                                   |
| 15849 Billharper       | 1995 YM10    | 18 tháng 12 năm 1995 | Kitt Peak                          | Spacewatch                                       |
| 15850 -                | 1996 AE1     | 12 tháng 1 năm 1996  | Oizumi                             | T. Kobayashi                                     |
| 15851 Chrisfleming     | 1996 AD10    | 13 tháng 1 năm 1996  | Kitt Peak                          | Spacewatch                                       |
| 15852 -                | 1996 BR1     | 23 tháng 1 năm 1996  | Oizumi                             | T. Kobayashi                                     |
| 15853 -                | 1996 BB13    | 16 tháng 1 năm 1996  | Cima Ekar                          | U. Munari, M. Tombelli                           |
| 15854 Numa             | 1996 CX2     | 15 tháng 2 năm 1996  | Colleverde                         | V. S. Casulli                                    |
| 15855 -                | 1996 CP7     | 14 tháng 2 năm 1996  | Cima Ekar                          | U. Munari, M. Tombelli                           |
| 15856 -                | 1996 EL      | 10 tháng 3 năm 1996  | Kitami                             | K. Endate, K. Watanabe                           |
| 15857 -                | 1996 EK1     | 10 tháng 3 năm 1996  | Kitami                             | K. Endate, K. Watanabe                           |
| 15858 -                | 1996 EK15    | 12 tháng 3 năm 1996  | Kitt Peak                          | Spacewatch                                       |
| 15859 -                | 1996 GO18    | 15 tháng 4 năm 1996  | La Silla                           | E. W. Elst                                       |
| 15860 Siráň            | 1996 HO      | 20 tháng 4 năm 1996  | Modra                              | A. Galád, D. Kalmančok                           |
| 15861 Ispahan          | 1996 HB12    | 17 tháng 4 năm 1996  | La Silla                           | E. W. Elst                                       |
| 15862 -                | 1996 HJ15    | 17 tháng 4 năm 1996  | La Silla                           | E. W. Elst                                       |
| 15863 -                | 1996 HT15    | 18 tháng 4 năm 1996  | La Silla                           | E. W. Elst                                       |
| 15864 -                | 1996 HQ23    | 20 tháng 4 năm 1996  | La Silla                           | E. W. Elst                                       |
| 15865 -                | 1996 HW25    | 20 tháng 4 năm 1996  | La Silla                           | E. W. Elst                                       |
| 15866 -                | 1996 KG      | 16 tháng 5 năm 1996  | Đài thiên văn Zvjezdarnica Višnjan | Đài thiên văn Zvjezdarnica Višnjan               |
| 15867 -                | 1996 NK5     | 14 tháng 7 năm 1996  | La Silla                           | E. W. Elst                                       |
| 15868 Akiyoshidai      | 1996 OL      | 16 tháng 7 năm 1996  | Kuma Kogen                         | A. Nakamura                                      |
| 15869 Tullius          | 1996 PL      | 8 tháng 8 năm 1996   | Colleverde                         | V. S. Casulli                                    |
| 15870 Obůrka           | 1996 QD      | 16 tháng 8 năm 1996  | Ondřejov                           | P. Pravec                                        |
| 15871 -                | 1996 QX1     | 24 tháng 8 năm 1996  | Kushiro                            | S. Ueda, H. Kaneda                               |
| 15872 -                | 1996 RJ4     | 11 tháng 9 năm 1996  | Haleakala                          | NEAT                                             |
| 15873 -                | 1996 TH7     | 5 tháng 10 năm 1996  | Nachi-Katsuura                     | Y. Shimizu, T. Urata                             |
| 15874 -                | 1996 TL66    | 9 tháng 10 năm 1996  | Mauna Kea                          | C. A. Trujillo, D. C. Jewitt, J. X. Luu, J. Chen |
| 15875 -                | 1996 TP66    | 11 tháng 10 năm 1996 | Mauna Kea                          | J. X. Luu, D. C. Jewitt, C. A. Trujillo          |
| 15876 -                | 1996 VO38    | 12 tháng 11 năm 1996 | Kushiro                            | S. Ueda, H. Kaneda                               |
| 15877 -                | 1996 WZ1     | 24 tháng 11 năm 1996 | Xinglong                           | Chương trình tiểu hành tinh Bắc Kinh Schmidt CCD |
| 15878 -                | 1996 XC3     | 3 tháng 12 năm 1996  | Oizumi                             | T. Kobayashi                                     |
| 15879 -                | 1996 XH6     | 3 tháng 12 năm 1996  | Nachi-Katsuura                     | Y. Shimizu, T. Urata                             |
| 15880 -                | 1997 AM7     | 9 tháng 1 năm 1997   | Oizumi                             | T. Kobayashi                                     |
| 15881 -                | 1997 CU      | 1 tháng 2 năm 1997   | Oizumi                             | T. Kobayashi                                     |
| 15882 -                | 1997 CF29    | 7 tháng 2 năm 1997   | Xinglong                           | Chương trình tiểu hành tinh Bắc Kinh Schmidt CCD |
| 15883 -                | 1997 CR29    | 3 tháng 2 năm 1997   | Mauna Kea                          | C. A. Trujillo, J. Chen, D. C. Jewitt            |
| 15884 Maspalomas       | 1997 DJ      | 27 tháng 2 năm 1997  | Chichibu                           | N. Sato                                          |
| 15885 -                | 1997 EE      | 1 tháng 3 năm 1997   | Oizumi                             | T. Kobayashi                                     |
| 15886 -                | 1997 EB6     | 7 tháng 3 năm 1997   | Oizumi                             | T. Kobayashi                                     |
| 15887 Daveclark        | 1997 ER26    | 4 tháng 3 năm 1997   | Kitt Peak                          | Spacewatch                                       |
| 15888 -                | 1997 EE29    | 13 tháng 3 năm 1997  | Đài thiên văn Zvjezdarnica Višnjan | Đài thiên văn Zvjezdarnica Višnjan               |
| 15889 -                | 1997 FD4     | 31 tháng 3 năm 1997  | Socorro                            | LINEAR                                           |
| 15890 Prachatice       | 1997 GY      | 3 tháng 4 năm 1997   | Kleť                               | M. Tichý, Z. Moravec                             |
| 15891 -                | 1997 GG7     | 2 tháng 4 năm 1997   | Socorro                            | LINEAR                                           |
| 15892 -                | 1997 GB14    | 3 tháng 4 năm 1997   | Socorro                            | LINEAR                                           |
| 15893 -                | 1997 GV20    | 6 tháng 4 năm 1997   | Socorro                            | LINEAR                                           |
| 15894 -                | 1997 JA13    | 3 tháng 5 năm 1997   | La Silla                           | E. W. Elst                                       |
| 15895 -                | 1997 JJ15    | 3 tháng 5 năm 1997   | La Silla                           | E. W. Elst                                       |
| 15896 Birkhoff         | 1997 LX5     | 13 tháng 6 năm 1997  | Prescott                           | P. G. Comba                                      |
| 15897 Beňačková        | 1997 PD3     | 10 tháng 8 năm 1997  | Ondřejov                           | P. Pravec                                        |
| 15898 Kharasterteam    | 1997 QP      | 26 tháng 8 năm 1997  | Ondřejov                           | P. Pravec, L. Šarounová                          |
| 15899 Silvain          | 1997 RR1     | 3 tháng 9 năm 1997   | Bédoin                             | P. Antonini                                      |
| 15900 -                | 1997 RK3     | 3 tháng 9 năm 1997   | Xinglong                           | Chương trình tiểu hành tinh Bắc Kinh Schmidt CCD |